# سیارک ۳۸۳۳
سیارک ۳۸۳۳ (به انگلیسی: 3833 Calingasta، نامگذاری:1971SC) سه هزار و هشتصد و سی و سومین سیارک کشف شده‌است که در ۲۷ سپتامبر ۱۹۷۱ کشف شد.
قدر مطلق سیارک برابر ۱۵٫۰۰ است.